# Nadia Noujani
Nadia Noujani (arabisch نادية نوجاني; * 3. September 1981 in Touarga) ist eine ehemalige marokkanische Leichtathletin, die sich auf den Langstreckenlauf spezialisiert hat.

## Sportliche Laufbahn
Erste Erfahrungen bei internationalen Meisterschaften sammelte Nadia Noujani im Jahr 2009, als sie bei den Militär-Weltmeisterschaften in Sofia in 4:23,90 min die Bronzemedaille im 1500-Meter-Lauf gewann. 2012 nahm sie im 5000-Meter-Lauf an den Olympischen Sommerspielen in London teil und kam dort in der Vorrunde nicht ins Ziel. Im Jahr darauf wurde sie bei den Crosslauf-Weltmeisterschaften 2013 in Bydgoszcz in 25:30 min 23. im Einzelbewerb und anschließend belegte sie bei den Arabischen Meisterschaften in Doha in 16:01,50 min den fünften Platz über 5000 Meter. Daraufhin erreichte sie bei den Mittelmeerspielen in Mersin über 5000 Meter nicht ins Ziel. Im April 2014 wurde sie positiv auf Erythropoetin (EPO) getestet und daraufhin für zwei Jahre gesperrt, woraufhin sie ihre aktive sportliche Karriere beendete.

## Persönliche Bestleistungen
- 1500 Meter: 4:12,45 min, 13. August 2011 in Lappeenranta
- 3000 Meter: 8:51,73 min, 11. Mai 2013 in Fès
- 5000 Meter: 15:16,50 min, 27. Mai 2012 in Rabat